# Albertovec

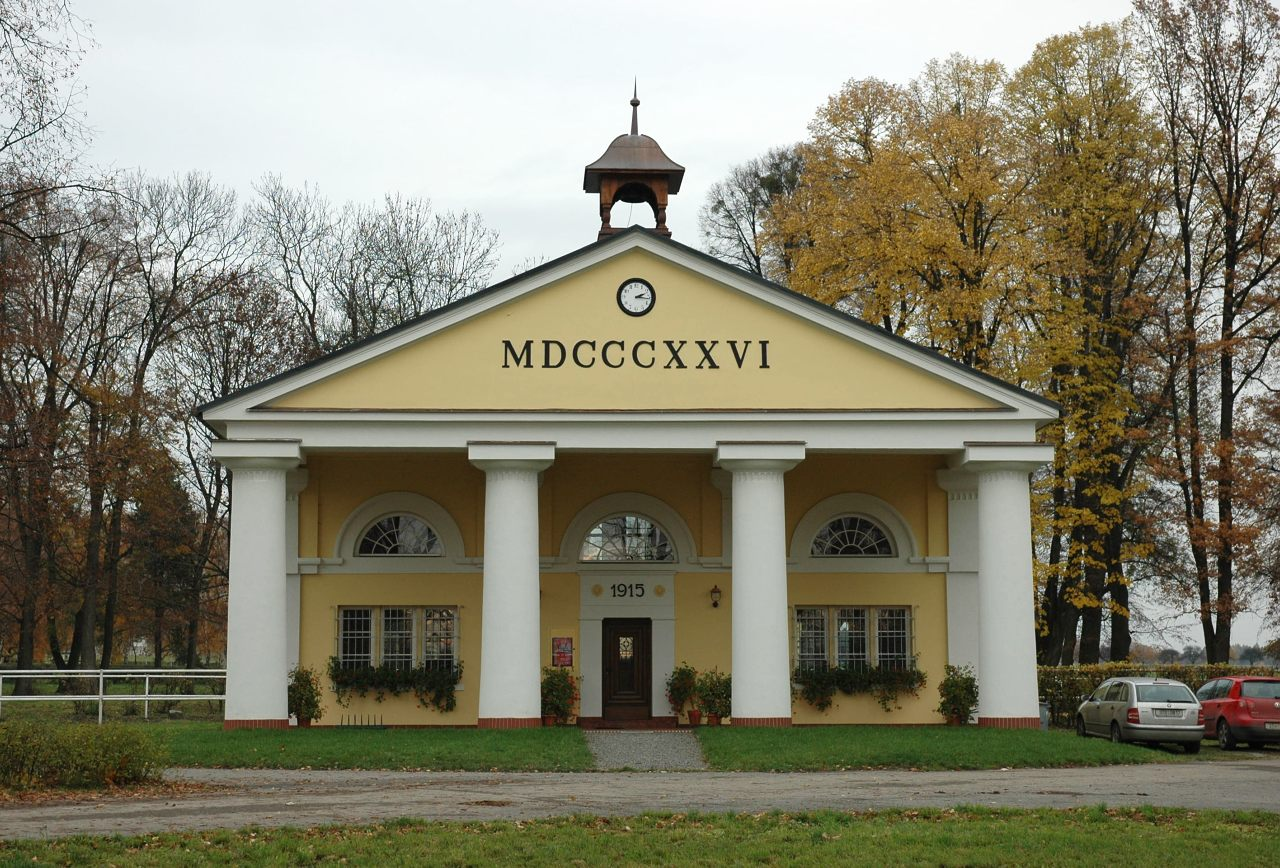
Eingangsgebäude der ehemaligen Reithalle

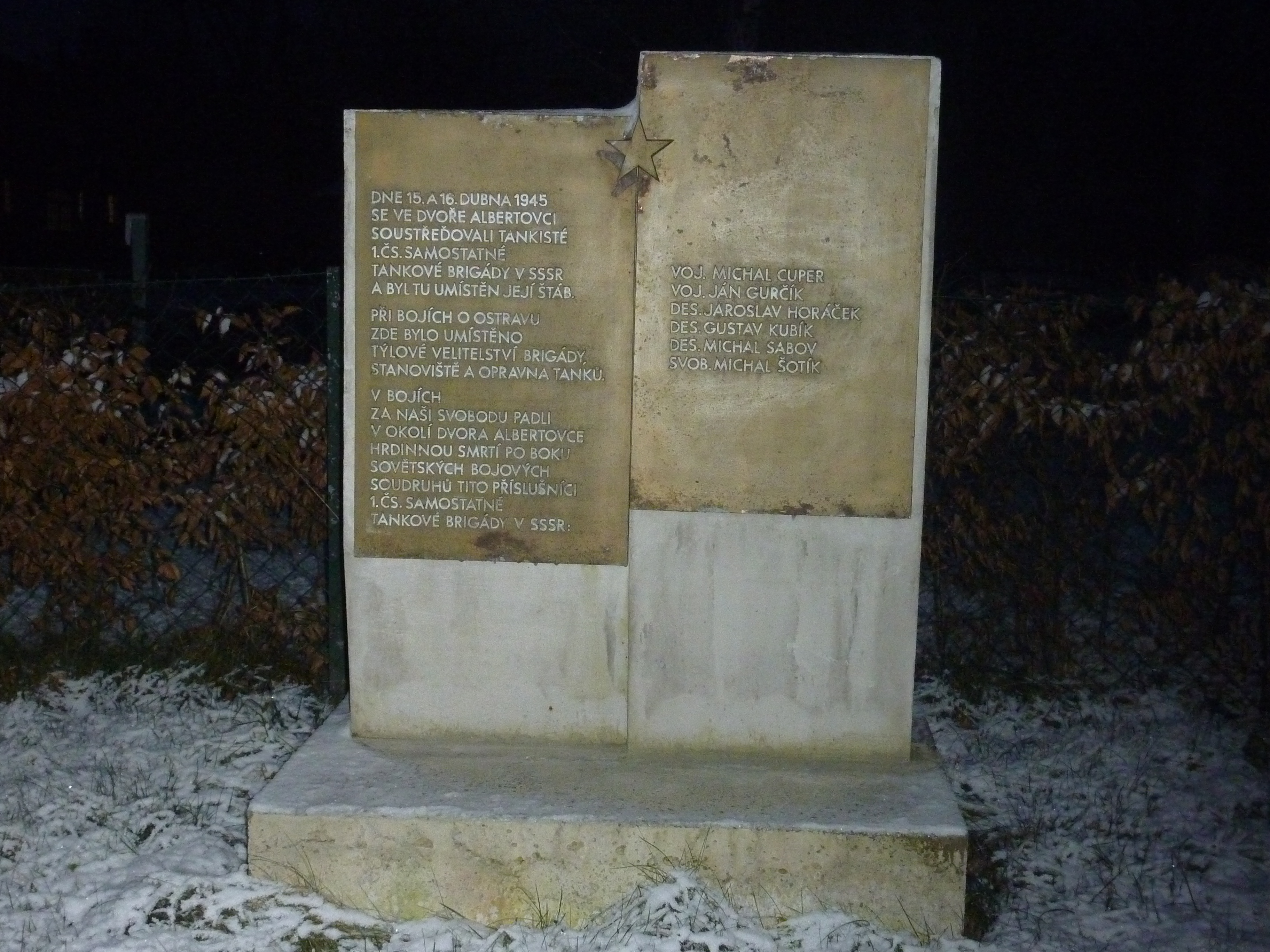
Gedenkstein für die gefallenen tschechoslowakischen Panzersoldaten

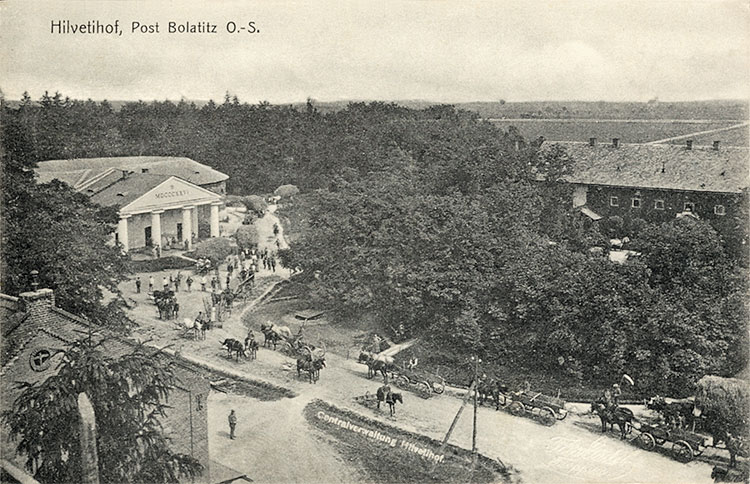
Centralverwaltung Hilvetihof, um 1900

Albertovec (deutsch Hilvetihof) ist eine Grundsiedlungseinheit der Gemeinde Štěpánkovice (Schepankowitz) in Tschechien. Sie liegt zwölf Kilometer nordöstlich von Opava (Troppau) und gehört zum Okres Opava.

## Geographie
Albertovec befindet sich rechtsseitig des Baches Albertovecká příkopa in der Hlučínská pahorkatina (Hultschiner Hügelland). Südöstlich verläuft die Bahnstrecke Chuchelná–Opava východ, die Bahnstation Bolatice befindet sich einen knappen Kilometer entfernt. Gegen Nordosten erstreckt sich der Chuchelenský les (Kuchelnaer Forst), im Norden der Wald Bažantnice (Karl-Max-Fasanerie).
Nachbarorte sind Šílený (Kolonie Schileny), Padělky (Neu-Werdenberg) und Strahovice (Strandorf) im Norden, Chuchelná (Kuchelna) im Nordosten, Bělá (Bielau) und Borová (Henneberg) im Osten, Bolatice (Bolatitz) im Südosten, Kouty (Kauthen) im Süden, Štěpánkovice im Südwesten, Svoboda (Swoboda) und Bílá Bříza (Weißbirken) im Westen sowie Vrbka (Weidental), Prostřední Dvůr (Mittelhof) und Kobeřice (Köberwitz) im Nordwesten.

## Geschichte
Im 18. und 19. Jahrhundert ließ die Familie Lichnowsky von Woschtitz auf dem Gebiet der seit 1742 preußischen Grundherrschaft Kuchelna zahlreiche neue Vorwerke (Meierhöfe) errichten. Der Hilvetihof wurde in den Jahren 1814–1826 im Auftrag von Eduard Fürst Lichnowsky durch den Verwalter der Herrschaft Kuchelna, Johann Hilveti, angelegt. Der Hof wurde zum neuen Zentrum des Gutsbezirks Sczepankowitz im  Kreis Ratibor. In den Stallungen wurden ca. 400 Pferde gehalten.
Karl Max von Lichnowsky ließ 1870 im südöstlichen Teil des Hofes ein kleines Schloss erbauen, das zum einen als Sitz der Lichnowskyschen Güterverwaltung andererseits auch als herrschaftlicher Wohnsitz diente. Ab Mai 1874 gehörte die Kolonie Hilvetihof zum Amtsbezirk Bolatitz. Am 8. April 1908 wurden die Landgemeinde und der Gutsbezirk Szczepankowitz in Schepankowitz umbenannt.
Aufgrund des Versailler Vertrages von 1919 wurde Hilvetihof am 4. Februar 1920 als Teils des Hultschiner Ländchens der Tschechoslowakei zugeschlagen. Am 1. Mai 1921 war der Hof Ziel eines Protestumzugs mit Forderungen nach Verteilung des Bodens. Beim Zensus von 1921 wurde die Kolonie Albertovec/Hilvetihof als Teil von Štěpánkovice/Schepankowitz betrachtet. 
Nach dem Münchener Abkommen wurde Hilvetihof am 8. Oktober 1938 zusammen mit dem Hultschiner Ländchen vom Deutschen Reich besetzt. Die Kolonie gehörte nunmehr zum Landkreis Hultschin, der 1939 dem Landkreis Ratibor in der preußischen Provinz Oberschlesien eingegliedert wurde. Am 17. Januar 1939 wurde Hilvetihof dem neu eingerichteten Amtsbezirk Deutsch Krawarn zugeordnet. Im Zuge der Mährisch-Ostrauer Operation erreichte die Ostfront am 15. April 1945 die Kolonie; bei den Kämpfen um Hilvetihof fielen am 15. und 16. April sechs Soldaten der 1. Tschechoslowakischen Panzerbrigade der Sowjetarmee. Nach dem Ende des Zweiten Weltkriegs kam Albertovec wieder an die Tschechoslowakei zurück. Die Fürsten Lichnowsky wurden 1945 enteignet und der Hof Albertovec verstaatlicht. Die Kinder aus Albertovec und Štěpánkovice wurden ab der 6. Klasse fortan in Kravaře unterrichtet. 1951 wurde in Štěpánkovice wieder eine Grundschule für das gesamte Gemeindegebiet eingerichtet. Im Jahre 1952 erfolgte die Verlegung des auf Reitpferde spezialisierten Staatsgestüts Hostau nach Albertovec. Ende der 1950er Jahre wurden in Albertovec in Eigenleistung ein modernes Einkaufszentrum und ein Hotel errichtet. In dieser Zeit erfolgte auch die Befestigung und Asphaltierung der Straße nach Štěpánkovice. Etwa zur selben Zeit erhielt das Gestüt eine neue Stallung, Abfohlung, Reithalle und Werkstattgebäude. Im Zuge der Gebietsreform von 1960 wurde der Okres Hlučín aufgehoben und die Siedlung dem Okres Opava zugeordnet. Seit den 1960er Jahren fanden in Albertovec regelmäßig Pferderennen, darunter ein Qualifikationsrennen für die Velká Pardubická, statt. 1991 lebten in Albertovec 104 Menschen. Im Jahre 1990 endete die Tradition der Pferderennen. Das Staatsgestüt wurde nach der Samtenen Revolution privatisiert, außerdem erfolgte die Schließung des Einkaufszentrums. Im Jahre 2000 erfolgte ein Besitzerwechsel des heruntergewirtschafteten Gestüts. 2005 erwarb Josef Hájek das Gestüt Albertovec mit verfallenen Gebäuden und 182 Pferden. Die Familie Hájek leitete die Sanierung der meisten Gebäude des weitläufigen Gestütsareals ein und eröffnete ein Restaurant und eine Pension. Die neuen Besitzer des Gestüts ließen 2006 die Pferderennen wiederaufleben, zu denen seitdem jährlich mindestens 6000 Besucher kamen. Beim Zensus von 2011 hatte Albertovec 106 Einwohner.

## Ortsgliederung
Die Grundsiedlungseinheit Albertovec gehört zum Ortsteil Štěpánkovice und ist auch Teil des gleichnamigen Katastralbezirks.

## Pferdezucht
Das Staatsgestüt Albertovec gehörte in der zweiten Hälfte des 20. Jahrhunderts zu den erfolgreichsten Pferdezuchtanlagen der Tschechoslowakei. In den Jahren 1955 (Furioso XIV), 1974 und 1975 (Mor) sowie 1976 (Limit) kamen die Gewinner der Velká Pardubická aus Albertovec. František Lamich wurde mit seinem Hengst Vadar dreizehnfacher tschechoslowakischer Meister im Dressurreiten.

## Sehenswürdigkeiten
- Schloss Hilvetihof, errichtet 1870 für Karl Max von Lichnowsky. Im Jahre 2000 erfolgte die Privatisierung, danach begannen erste Sanierungsarbeiten.
- Eingangsgebäude der ehemaligen Reithalle, erbaut 1826
- Gedenkstein für die 1945 gefallenen tschechoslowakischen Panzersoldaten

## Persönlichkeiten
- Robert Freißler (1877–1950), Politiker und von 1925 bis 1933 Generaldirektor der Fürst Lichnowskyschen Zentralverwaltung in Hilvetihof
- František Lamich, Dressurreiter und Direktor des Staatsgestüts